# Capitoli di Captain Tsubasa Road to 2002
Questa è la lista dei capitoli di Captain Tsubasa Road to 2002, manga scritto e illustrato da Yōichi Takahashi e facente parte della serie di Capitan Tsubasa. La serie segue le carriere calcistiche di Tsubasa Ozora, dopo il suo trasferimento dal San Paolo al Barcellona, e dei suoi compagni della generazione d'oro giapponese, che fanno il loro debutto nel mondo del calcio professionistico in Europa e Giappone.
Il manga è stato pubblicato da Shūeisha tra il 2001 e il 2004 sulla rivista Weekly Young Jump. In seguito l'opera è stata ristampata in quindici volumi tankōbon usciti tra giugno 2001 e agosto 2004. A causa di alcuni problemi legali con le federazioni calcistiche riguardo all'utilizzo di nomi, stemmi, stadi e fattezze di giocatori e squadre reali, il manga non è stato pubblicato in Occidente, quindi i titoli in italiano sono solo una traduzione letterale degli originali giapponesi.

## Lista volumi
| Nº | Titolo italiano Giapponese 「Kanji」 - Rōmaji | Data di prima pubblicazione       | Data di prima pubblicazione |
| Nº | Titolo italiano Giapponese 「Kanji」 - Rōmaji | Giapponese                        |                             |
| 1  | Capitan Tsubasa Road to 2002 1 「キャプテン翼 ROAD TO 2002 1」 | giugno 2001 ISBN 4-08-876167-7    |                             |
| 1  | Capitoli - Road 1: Road to 2002!! (2002年への旅立ち!!?, 2002 nen he no tabidachi!!) - Road 2: La scelta di una nuova destinazione!! (移籍先決定!!?, Iseki saki kettei!!) - Road 3: Primo scontro!! (最初の激突!!?, Saisho no gekitotsu!!) - Road 4: Il battesimo della Liga!! (リーガの洗礼!!?, Rīga no senrei!!) - Road 5: Il primo passo nel Barça!! (バルサでの第一歩!!?, Barusa de no daīppo!!) - Road 6: Armatura d'acciaio!! (鋼鉄の肉体!!?, Kōtetsu no nikutai!!) - Road 7: La stagione in di ognuno!! (それぞれのシーズンイン!!?, Sorezore no shīzun in!!) - Road 8: Prova 1 contro 1 (試練の1 on 1?, Shiren no 1 on 1) |                                   |                             |
| 1  | Trama Dopo aver disputato l'ultima partita con il San Paolo, Tsubasa Ozora e Sanae Nakazawa partono per l'Europa in cerca di un nuovo club e, girate varie città, rimangono infine colpiti dallo stadio Camp Nou. Tsubasa firma quindi un contratto con il Barcellona e gli vengono fatti visitare gli impianti d'allenamento e seguire la preparazione atletica del Barcellona B. Nel frattempo arrivano tre difensori della prima squadra, Gonzales, Almieja e Fonseca, tutti reduci da infortuni, che sfidano la squadra B: chi fosse riuscito a passare i tre e a fare gol avrebbe avuto una raccomandazione per la promozione in prima squadra. Pur rimediando una tacchettata in testa, Tsubasa realizza uno splendido gol, iniziando a farsi notare dai suoi futuri compagni. Nel frattempo ad Amburgo Genzo Wakabayashi incontra Karl Heinz Schneider, che gli propone di trasferirsi al Bayern Monaco per formare una squadra imbattibile. Wakabayashi però rifiuta, per saldare il debito di riconoscenza che ha nei confronti della sua squadra, e i due si ripromettono di sfidarsi sul campo. Anche Kojiro Hyuga parte per l'Europa, destinazione Juventus, con l'obiettivo di diventare capocannoniere della Serie A. Il primo giorno di allenamenti a Barcellona Tsubasa inizia due ore prima, ma anche Rivaul, il giocatore più forte del mondo e suo compagno di squadra a Barcellona, ha la stessa idea, così i due si scaldano assieme e poi si sfidano; Tsubasa rimedia una gomitata e sviene all'arrivo dei suoi nuovi compagni.                                              |                                   |                             |
| 2  | Capitan Tsubasa Road to 2002 2 「キャプテン翼 ROAD TO 2002 2」 | settembre 2001 ISBN 4-08-876202-9 |                             |
| 2  | Capitoli - Road 9: Impegno per la vittoria!! (勝利への執念!!?, Shōri he no shūnen!!) - Road 10: Il segreto dell'equilibrio (バランスの秘密?, Baransu no himitsu) - Road 11: Intenso!! Lotta per la posizione (熾烈!! ポジション争い?, Shiretsu!! Pojishon arasoi) - Road 12: Sottomarino d'acciaio!! (鉄壁のサブマリン!!?, Teppeki no sabumarin!!) - Road 13: Guardando al 2002!! (2002年を見据えて!!?, 2002 nen o misue te!!) - Road 14: Battaglia feroce!! Partita di apertura della Bundesliga (激闘!! ブンデスリーガ開幕戦?, Gekitō!! Bundesurīga kaimaku sen) - Road 15: Sottrarre il posto da titolare (レギュラーを奪い取れ!!?, Regyurā o ubaitore!!) - Road 16: La decisione di Misaki Taro!! (岬太郎の決断!!?, Misaki Tarō no ketsudan!!) - Road 17: C'è solo un posto!! (その場所は ただ一つ!!?, Sono basho ha tada hitotsu!!) - Road 18: Cuore incrollabile!! (くじけぬ心!!?, Kujike nu kokoro!!) |                                   |                             |
| 2  | Trama Dopo una visita in infermeria, Tsubasa torna subito in campo ad allenarsi. Hyuga si sottopone alle visite mediche e il preparatore della Juventus, Mazzantini, si impressiona nel constatare quanto squilibrato sia il suo fisico. I due quasi vengono alle mani, ma arriva il mister Monetti che dopo aver ricevuto le scuse di Hyuga gli fa capire che l'ha voluto lui alla Juve e che a lui basta solo che l'attaccante giapponese faccia tanti gol. Intanto, Tsubasa impressiona positivamente negli allenamenti, anche se l'allenatore Van Saal lo prova in vari ruoli a centrocampo. Anche Hyuga nei primi allenamenti con la squadra impressiona tutti per il suo nuovo tiro, il wild tiger shot. In Germania inizia la Bundesliga, e l'Amburgo debutta vittoriosamente contro l'ostico Werder Brema, squadra in cui militano Margus, Victorino e Schester, i cui tentativi di segnare a Wakabayashi si rivelano vani. Negli stessi giorni Taro Misaki finisce la riabilitazione dall'infortunio della finale del World Youth, e decide di provare a entrare in una squadra di J. League. Tsubasa viene convocato da Van Saal, che gli lascia scegliere la posizione in cui giocare; il giocatore decide di giocare come centrocampista ma Van Saal, ritenendo di non poterlo schierare in quella posizione insieme a Rivaul, lo rilega alla squadra B, chiedendogli dieci gol e dieci assist durante la stagione per poter salire in prima squadra. Pur ferito nell'orgoglio, Tsubasa decide di rifiutare le offerte che gli arrivano da molti grandi club, e di accettare la sfida. |                                   |                             |
| 3  | Capitan Tsubasa Road to 2002 3 「キャプテン翼 ROAD TO 2002 3」 | dicembre 2001 ISBN 4-08-876244-4  |                             |
| 3  | Capitoli - Road 19: Oltre il ponte della speranza (希望の橋の先に?, Kibō no hashi no saki ni) - Road 20: Debutto in Serie A!! (セリエAデビュー!!?, Serie A debyū!!) - Road 21: Scardinare il catenaccio!! (錠をこじあけろ!!?, Katinachio o kojiakero!!) - Road 22: Festa delle bestie!! (猛獣どもの饗宴!!?, Mōjū domo no kyōen!!) - Road 23: Miglior passaggio, miglior tiro (最高のパス、最高のシュート?, Saikō no pasu, saikō no shūto) - Road 24: Tiger vs Panther!! (猛虎 vs 黒豹!!?, Mōko vs Kuro hyō!!) - Road 25: Scommetti su questa gamba destra!! (この右脚に賭けろ!!?, Kono migi ashi ni kakero!!) - Road 26: L'attivazione dell'arma finale!! (最終兵器 発動!!?, Saishū heiki hatsudō!!) - Road 27: Defender Pride vs Forward Pride!! (DFのプライド vs FWのプライド!!?, Difendā no puraido vs fowādo no puraido!!) - Road 28: La feroce tigre non muore (猛虎は死なず?, Mōko ha shina zu) |                                   |                             |
| 3  | Trama Le buone performance nelle amichevoli pre-campionato di Hyuga gli valgono una maglia da titolare per la prima di Serie A contro il Parma. Per l'occasione tutti i suoi allenatori giapponesi si recano in Italia per tifare per lui. Hyuga inizia bene la partita, servendo un assist a Inzars per un gol che viene però annullato per fuorigioco e colpisce un palo. Poi il francese Thoram inizia a marcarlo, annullando completamente il gioco di Hyuga, il quale è inoltre penalizzato dai suoi squilibri fisici. Dopo mezz'ora circa Monetti, convinto che il livello del giocatore nipponico sia ancora insufficiente per la Serie A, lo sostituisce con Trezagà, e Hyuga esce in lacrime ma a testa alta. Intanto in Spagna Tsubasa si fa già notare negli allenamenti del Barça B, mentre in Germania dopo quattro giornate l'Amburgo è imbattuto e Wakabayashi non ha ancora subito reti. |                                   |                             |
| 4  | Capitan Tsubasa Road to 2002 4 「キャプテン翼 ROAD TO 2002 4」 | marzo 2002 ISBN 4-08-876278-9     |                             |
| 4  | Capitoli - Road 29: Dal Giappone al mondo!! (日本から世界へ!!?, Nippon kara sekai he!!) - Road 30: I sentimenti di ognuno!! (それぞれの思い!!?, Sorezore no omoi!!) - Road 31: L'inizio di un miracolo (奇跡の始まり?, Kiseki no hajimari) - Road 32: Due assi (二人の10番!!?, Ni nin no ēsu!!) - Road 33: Di nuovo la gang del mini stadio (ミニスタジアムのギャング 再び?, Mini sutajiamu no gyangu futatabi) - Road 34: Il miglior calcio!! (全力のサッカーを!!?, Zenryoku no sakkā o!!) - Road 35: Finale sorprendente!! (驚愕の結末!!?, Kyōgaku no ketsumatsu!!) - Road 36: Fase di ricongiungimento (再会の舞台?, Saikai no butai) - Road 37: Inizio dello scontro mortale!! (死闘の幕開け!!?, Shitō no makuake!!) - Road 38: Ambrugo in vantaggio!! (先制 ハンブルグ!!?, Sensei Hanburugu!!) |                                   |                             |
| 4  | Trama In Giappone Misaki entra nel Júbilo Iwata di Ryo Ishizaki e Hanji Urabe, mentre i brasiliani Pepe e Leo si aggregano ai Kashima Antlers. In Spagna intanto arriva il momento del debutto di Tsubasa con il Barcellona B. Il giapponese appare da subito molto concentrato e, dopo aver salutato la moglie, si reca al campo di gioco con grande anticipo per verificarne di persona le condizioni. Anche Hyuga fugge da Torino per vedere la partita, e si unisce a Sanae sugli spalti. Nella sfida contro l'Albacete, uno straripante Tsubasa segna sei reti e realizza quattro assist, ma non sembra del tutto soddisfatto, visto che i suoi propositi erano di raggiungere le dieci reti e i dieci assist richiesti tutti in una partita. L'indomani il Barça gioca contro il Valencia, Tsubasa è triste per non poter partecipare, ma si gusta la lotta tra due campioni brasiliani di due diverse generazioni: Rivaul del Barcellona e Carlos Santana del Valencia. In Germania lo stesso giorno si disputa Bayern-Amburgo. La partita inizia a favore dell'Amburgo, con Hermann Kaltz che segna il gol del vantaggio su rinvio di Wakabayashi. |                                   |                             |
| 5  | Capitan Tsubasa Road to 2002 5 「キャプテン翼 ROAD TO 2002 5」 | maggio 2002 ISBN 4-08-876294-0    |                             |
| 5  | Capitoli - Road 39: L'orgoglio del SGGK!! (SGGKの誇り!!?, SGGK no hokori!!) - Road 40: Prova di miglioramento (進化の証明?, Shinka no shōmei) - Road 41: Gol dedicato alla madre!! (母に捧げるゴール!!?, Haha ni sasageru gōru!!) - Road 42: Come nemici, come amici (敵として友として?, Teki toshite tomo toshite) - Road 43: Difesa mozzafiato!! (息詰まる攻防!!?, Ikidumaru kōbō!!) - Road 44: L'uomo che è in ritardo!! (遅れてきた男!!?, Okure tekita otoko!!) - Road 45: La trappola della circolazione palla!! (パス回しの罠!!?, Pasu mawashi no wana!!) - Road 46: Inizia a sognare!! (夢へのスタート!!?, Yume he no sutāto!!) - Road 47: La trappola del drago (龍の咆哮?, Ryū no hōkō) - Road 48: La battaglia aerea infuria!! (荒ぶる空中戦!!?, Susabu ru kūchū sen!!) |                                   |                             |
| 5  | Trama Il Bayern reagisce e bombarda la porta degli avversari, ma Wakabayashi è in condizioni fantastiche e blocca tutto, compresi i tiri di Stephan Levin e Shunko Sho che in passato gli ruppero le braccia. Si va all'intervallo sullo 0-1, ma, al rientro in campo con uno schema studiato dall'allenatore Frank Schneider, il figlio Karl Heinz riesce a segnare il gol del pareggio dei bavaresi. Wakabayashi non si arrende, e incoraggia la squadra ad attaccare. Nel frattempo in Giappone, durante gli allenamenti, Misaki, Ishizaki e Urabe scoprono che debutteranno da titolari nella partita successiva contro gli Urawa Red Diamonds. Trascinate dalle due stelle Rivaul e Santana, Barcellona e Valencia si affrontano con grande intensità ed equilibrio. Durante uno scontro aereo però Rivaul si infortuna alla schiena e mentre è a terra dolorante il Valencia si porta in vantaggio per 2-1. |                                   |                             |
| 6  | Capitan Tsubasa Road to 2002 6 「キャプテン翼 ROAD TO 2002 6」 | agosto 2002 ISBN 4-08-876333-5    |                             |
| 6  | Capitoli - Road 49: Falco ferito (手負いの鷹?, Teoi no taka) - Road 50: Il mio club...!! (我がクラブよ…!!?, Waga kurabu yo...!!) - Road 51: Come separarsi (別れゆく道?, Wakare yuku michi) - Road 52: 50-50 (50-50?, Fifuti-Fifuti) - Road 53: Sconfiggi il campione!! (王者を倒せ!!?, Ōja o taose!!) - Road 54: Tiro della vittoria (勝利へのシュート?, Shōri he no shūto) - Road 55: La linea sottile tra luce e buio (紙一重の明暗?, Shi ichi jū no meian) - Road 56: Il battesimo in trasferta!? (アウェーの洗礼!??, Awē no senrei!?) - Road 57: L'inizio della sopravvivenza (サバイバルの幕開け?, Sabaibaru no makuake) - Road 58: Feroce battaglia per la selezione!! (熾烈な代表枠争い!!?, Shiretsu na daihyō waku arasoi!!) |                                   |                             |
| 6  | Trama Rivaul si fa medicare a bordo campo ed entra subito dopo il vantaggio del Valencia, contribuendo a portare il risultato finale in parità sul 2-2. All'uscita dallo stadio Tsubasa promette a Santana che per la partita di ritorno sarà certamente integrato in prima squadra e i due si affronteranno sul campo. Intanto a Monaco, Kaltz, l'autore del gol dell'Amburgo, viene espulso per un fallo di reazione su Schneider, dopo che questi lo ha provocato rinfacciandogli la tattica di rinunciare ad attaccare per portare a casa il pareggio. Sullo scadere però l'Amburgo ottiene un calcio di punizione dal limite e Wakabayashi abbandona la propria porta per calciare e sorprendere così la barriera e il portiere. Il tiro viene però intercettato da Sho, il quale dà il via al contropiede che permette a Schneider di segnare il gol partita a porta praticamente vuota. Questa sconfitta e il fatto che Wakabayashi non si sia tenuto alle istruzioni ricevute, incrinano il rapporto tra il portiere e il suo allenatore. In Spagna il Barcellona B vince per 7-1 contro il Malaga, con tre gol e quattro assist di Tsubasa. In Giappone invece inizia la J. League con l'esordio in campionato di Misaki, Ishizaki e Urabe con la maglia del Júbilo Iwata. |                                   |                             |
| 7  | Capitan Tsubasa Road to 2002 7 「キャプテン翼 ROAD TO 2002 7」 | novembre 2002 ISBN 4-08-876368-8  |                             |
| 7  | Capitoli - Road 59: Battaglia feroce! La generazione d'oro del Giappone (激闘！Jの黄金世代?, Gekitō! J no ōgon sedai) - Road 60: Determinazione al 120% (120%の決意!!?, 120% no ketsui!!) - Road 61: Una nuova arma segreta!! (戦慄の新兵器!!?, Senritsu no shin heiki!!) - Road 62: Spirito di combattimento indomito!! (不屈の闘志!!?, Fukutsu no tōshi!!) - Road 63: Primo passo distante!! (遥かなる第一歩!!?, Haruka naru daīppo!!) - Road 64: L'intenzione del regista (監督の真意?, Kantoku no shini) - Road 65: Sotto il cielo italiano!! (イタリアの空の下!!?, Itaria no sora no shimo!!) - Road 66: Un sogno a portata di mano!! (夢をこの手に!!?, Yume o kono te ni!!) - Road 67: Piano segreto!! (ウラのウラをかけ!!?, Ura no ura o kake!!) - Road 68: Istante di allegria (歓喜の瞬間?, Kanki no toki) |                                   |                             |
| 7  | Trama Grazie a due gol di Misaki e Ishizaki, il Júbilo Iwata si impone contro gli Urawa Red Diamonds di Takeshi Sawada e del capitano della nazionale Hayato Igawa. Nelle altre partite della J. League si vedono in azione gli altri eroi del World Youth, con la sconfitta per 1-0 del Kashiwa Reysol di Shun Nitta contro il Nagoya Grampus Eight di Ken Wakashimazu e il pareggio per 1-1 tra il Consadole Sapporo di Hikaru Matsuyama e l'FC Tokyo di Jun Misugi. In Italia Hyuga viene ancora escluso dalle partite ufficiali, e per questo si impegna a fondo in un duro programma di allenamenti per migliorare il suo fisico. Tomeya Akai intanto debutta nel derby tra Genoa e Sampdoria, mentre Shingo Aoi, dopo una stagione vincente nell'Inter primavera, viene svincolato e si mette in cerca di una nuova squadra in cui giocare. Mentre Rivaul smaltisce l'infortunio alla schiena, Tsubasa continua a impressionare con il Barcellona B, e già alla terza partita di campionato raggiunge l'obiettivo dei dieci gol e dieci assist davanti agli occhi di Van Saal. |                                   |                             |
| 8  | Capitan Tsubasa Road to 2002 8 「キャプテン翼 ROAD TO 2002 8」 | febbraio 2003 ISBN 4-08-876402-1  |                             |
| 8  | Capitoli - Road 69: Opzioni di trasferimento (移籍という選択肢?, Iseki toiu sentakushi) - Road 70: La risposta di Hyuga (日向の答え?, Hyūga no kotae) - Road 71: Finché questo corpo si muove (この身体 動く限り?, Kono shintai ugoku kagiri) - Road 72: Nel luogo promesso...!! (約束の場所へ…!!?, Yakusoku no basho he...!!) - Road 73: Verso il domani!! (明日への出発!!?, Ashita he no shuppatsu!!) - Road 74: Il palcoscenico della battaglia decisiva (決戦の舞台?, Kessen no butai) - Road 75: Rivale del destino!! (宿命のライバル!!?, Shukumei no raibaru!!) - Road 76: Nuova determinazione!! (決意 新たに!!?, Ketsui arata ni!!) - Road 77: Un unico pensiero!! (思いは ひとつ!!?, Omoi ha hitotsu!!) - Road 78: Obiettivo Serie B!! (目指せ セリエＢ!!?, Mezase Serie B!!) |                                   |                             |
| 8  | Trama Hyuga riceve una proposta di trasferimento dalla Reggiana, squadra che milita in Serie C; il ragazzo, convinto che abbia ancora bisogno di migliorarsi e che quest'esperienza in una lega inferiore possa servirgli da allenamento per tornare in Serie A più forte di prima, accetta infine l'offerta. Intanto anche Aoi si trasferisce in Serie C, nell'Albese, ed entrambi si ripromettono di guidare le loro squadre alla promozione. Nel mentre in Spagna il Barcellona affronta il Rayo Vallecano e si porta subito in vantaggio di due gol con doppietta di Rivaul. Rivaul viene però atterrato in area e si infortuna nuovamente alla schiena, venendo sostituito. Senza il suo campione, il Barcellona si fa rimontare dal Rayo, che alla fine vince 3-2, e perde anche la partita successiva contro il Celta Vigo. Messo in discussione per via dei suoi risultati deludenti, l'allenatore del Barcellona decide di reintegrare in prima squadra Tsubasa, a cui comunica che giocherà titolare contro il Real Madrid del suo grande rivale Natureza. |                                   |                             |
| 9  | Capitan Tsubasa Road to 2002 9 「キャプテン翼 ROAD TO 2002 9」 | maggio 2003 ISBN 4-08-876443-9    |                             |
| 9  | Capitoli - Road 79: Nemico invisibile!! (見えない敵!!?, Mie nai teki!!) - Road 80: I due prodigi calcistici (二人のサッカー小僧?, Ni nin no sakkā kozō) - Road 81: Tsubasa non riesce a volare (飛べない翼?, Tobe nai Tsubasa) - Road 82: L'importanza del playmaker (トップ下の重み?, Toppu ka no omomi) - Road 83: Sapore di vittoria (勝利の味?, Shōri no aji) - Road 84: La forza del supporto!! (応援を力に!!?, Ōen o chikara ni!!) - Road 85: La determinazione che brucia nel petto!! (胸に秘めた決意!!?, Mune ni hime ta ketsui!!) - Road 86: Derby spagnolo (スペインダービー?, Supein dābī) - Road 87: Calcio d'inizio del destino (運命のキックオフ?, Unmei no kikkuofu) - Road 88: Prima mossa!! (先手の取り合い!!?, Sente no toriai!!) |                                   |                             |
| 9  | Trama Tsubasa, per la prima volta nella sua carriera, non è elettrizzato dalla nuova sfida di debuttare in prima squadra contro il Real Madrid, bensì terrorizzato; il peso della responsabilità che grava sulle sue spalle rischia di schiacciarlo sia nel corpo che nell'anima. Tuttavia il pensiero dei suoi compagni di squadra, di Roberto Hongo e di tutti i suoi amici giapponesi sparsi per il mondo che fanno il tifo per lui e lo supportano gli fa ritrovare la concentrazione, e lo aiuta a prepararsi al meglio per la grande sfida. Pur di poter prendere posto almeno in panchina ed entrare in campo se necessario, Rivaul si fa iniettare dell'antidolorifico. Il giorno del Clásico, il Camp Nou, la Spagna e il mondo intero sono in fibrillazione. La partita inizia subito con un duello a centrocampo tra Tsubasa e Natureza. |                                   |                             |
| 10 | Capitan Tsubasa Road to 2002 10 「キャプテン翼 ROAD TO 2002 10」 | agosto 2003 ISBN 4-08-876487-0    |                             |
| 10 | Capitoli - Road 89: L'animo di un professionista (プロの魂?, Puro no tamashii) - Road 90: Inizio del contrattacco!! (反撃開始!!?, Hangeki kaishi!!) - Road 91: C'è solo un gioco!! (勝負あるのみ!!?, Shōbu aru nomi!!) - Road 92: Rompere il muro bianco!! (白き壁を崩せ!!?, Shiroki kabe o kuzuse!!) - Road 93: Incredibile nuovo arrivato (驚異の新人?, Kyōi no shinjin) - Road 94: Contropiede fulmineo!! (電撃のカウンター!!?, Dengeki no kauntā!!) - Road 95: Il calcio di Natureza, il calcio di Tsubasa (ナトゥレーザのサッカー、翼のサッカー?, Natōrēza no sakkā, Tsubasa no sakkā) - Road 96: Natureza scatta!! (ナトゥレーザ縦横無尽!!?, Natōrēza jūōmujin!!) - Road 97: Attacco e difesa rapidi!! (矢継ぎ早の攻防!!?, Yatsugibaya no kōbō!!) - Road 98: Genio accelerato!! (加速する天才!!?, Kasoku suru tensai!!) |                                   |                             |
| 10 | Trama Intervenendo nello stallo tra Tsubasa e Natureza, Roberto Carolus si impossessa della palla ed effettua un tiro dalla lunga distanza che viene però deviato in corner dal portiere catalano Rechard. A battere il corner si reca Fago a cui però i tifosi del Barcellona lanciano oggetti per il suo recente trasferimento dal loro club al Real, considerato un tradimento. Comunque grazie alle forze dell'ordine Fago riesce a battere il corner ma la palla viene spazzata via da Gonzales. Poco dopo il Real Madrid passa in vantaggio con Rail su assist di Natureza. |                                   |                             |
| 11 | Capitan Tsubasa Road to 2002 11 「キャプテン翼 ROAD TO 2002 11」 | novembre 2003 ISBN 4-08-876525-7  |                             |
| 11 | Capitoli - Road 99: Opportunità di reagire (反撃のチャンス?, Hangeki no chansu) - Road 100: La nuova torre di comando del Barça!! (バルサの新指令塔!!?, Barusa no shin shireitō!!) - Road 101: La destinazione della traiettoria (弾道の行方?, Dandō no yukue) - Road 102: Segui il flusso!! (この流れに乗れ!!?, Kono nagare ni nore!!) - Road 103: Regista in mezzo al campo (フィールドの指揮者?, Fīrudo no Kondakutā) - Road 104: Sfondamento centrale...!! (中央突破…!!?, Chūō toppa...!!) - Road 105: Primo gol nella Liga!! (ラ・リーガ 初ゴール!!?, Ra Rīga hatsu gōru!!) - Road 106: Tempesta al Camp Nou (カンプ ノウの嵐?, Kanpu Nō no arashi) - Road 107: La mente del regista (監督の心眼?, Kantoku no shingan) - Road 108: Potere misterioso (神秘の力?, Shinpi no chikara) |                                   |                             |
| 11 | Trama Il Barcellona reagisce e pareggia subito dopo con Luikal su assist di Tsubasa, il quale finta il tiro per poi favorire il compagno davanti alla porta. L'inerzia della partita volge quindi a favore del Barcellona, con Tsubasa che si trova sempre più a suo agio nel ruolo di regista. Dopo aver effettuato alcuni passaggi smarcanti per i compagni, Tsubasa tenta uno sfondamento centrale che si conclude con il suo primo gol nella Liga. Natureza si ripromette di pareggiare i conti e, durante i minuti di recupero del primo tempo, si porta in attacco. |                                   |                             |
| 12 | Capitan Tsubasa Road to 2002 12 「キャプテン翼 ROAD TO 2002 12」 | gennaio 2004 ISBN 4-08-876565-6   |                             |
| 12 | Capitoli - Road 109: La parola chiave è "zero" (キーワードは“ゼロ”?, Kīwādo ha "zero") - Road 110: Schiacciare l'uomo chiave!! (キーマンを潰せ!!?, Kīman o tsubuse!!) - Road 111: Il potere del club n. 1 (No.1クラブの底力?, No. 1 kurabu no sokojikara) - Road 112: Spaccare il muro!! (壁を射抜け!!?, Kabe o inuke!!) - Road 113: Pensate solo ad attaccare!! (攻撃あるのみ!!?, Kōgeki aru nomi!!) - Road 114: Colpo di forza e abilità (力と技の一撃?, Ryoku to waza no ichigeki) - Road 115: Il segreto del Barça!! (バルサ封じの秘策!!?, Barusa fūji no hisaku!!) - Road 116: La realtà dell'umiliazione (屈辱の現実?, Kutsujoku no genjitsu) - Road 117: La nuova formazione del Barça!! (バルサの新布陣!!?, Barusa no shin fujin!!) - Road 118: La doppia torre di comando in azione!! (ダブル司令塔 発動!!?, Daburu shireitō hatsudō!!) |                                   |                             |
| 12 | Trama Da posizione molto defilata Natureza effettua un tiro in porta che Tsubasa non riesce a intercettare prima che il pallone varchi la linea. Il Real si porta quindi sul 2-2 proprio prima dell'intervallo. Nella ripresa nel Real entra Flavio Conces, che viene incaricato di marcare stretto Tsubasa e che annulla del tutto il gioco del regista blaugrana. I blancos si portano quindi in vantaggio con un twin shot di Natureza e Roberto Carolus e un gol di potenza di Natureza. Van Saal decide allora di far entrare Rivaul al posto di Tsubasa, ma all'ultimo ci ripensa e fa uscire invece Overus, per affidarsi al talento congiunto dei suoi due fantasisti. |                                   |                             |
| 13 | Capitan Tsubasa Road to 2002 13 「キャプテン翼 ROAD TO 2002 13」 | aprile 2004 ISBN 4-08-876596-6    |                             |
| 13 | Capitoli - Road 119: Fino ai limiti della propria forza!! (力の限り…!!?, Ryoku no kagiri...!!) - Road 120: Assalto dal cielo!! (空からの強襲!!?, Sora kara no kyōshū!!) - Road 121: La nascita della nuova coppia d'oro! (新・黄金コンビ誕生!?, Shin ōgon konbi tanjō!) - Road 122: In moto!! La nuova coppia d'oro (躍動!! 新黄金コンビ?, Yakudō!! Shin ōgon konbi) - Road 123: Formazione libera!! (自由な形態!!?, Jiyū na shisutemu!!) - Road 124: Attacca...!! (攻めてこそ…!!?, Seme te koso...!!) - Road 125: Superare il dolore!! (痛みに克て!!?, Itami ni kate!!) - Road 126: Desiderio di vincere (勝利への想い?, Shōri he no omoi) - Road 127: La trappola di Natureza (ナトゥレーザの罠?, Natōrēza no wana) - Road 128: Notte calda a Barcellona!! (バルセロナの熱い夜!!?, Baruserona no atsui yoru!!) |                                   |                             |
| 13 | Trama In un quarto d'ora dall'ingresso di Rivaul, la cooperazione tra lui e Tsubasa porta il Barcellona a ribaltare le sorti della partita. I due infatti si intendono a meraviglia sul campo e dai fraseggi di quella che viene definita la nuova coppia d'oro del campionato spagnolo nascono le due reti, una di Tsubasa e una di Rivaul, che fissano il parziale sul 4-4. Nell'ultima azione tuttavia Rivaul si infortuna nuovamente; il giocatore stringe comunque i denti per rimanere in campo, ma non riesce più a essere incisivo come prima. A un quarto d'ora dal termine il match si fa quindi più equilibrato, con entrambe le squadre che si affrontano a viso aperto per ottenere la vittoria. |                                   |                             |
| 14 | Capitan Tsubasa Road to 2002 14 「キャプテン翼 ROAD TO 2002 14」 | giugno 2004 ISBN 4-08-876617-2    |                             |
| 14 | Capitoli - Road 129: L'aura del campo (フィールドの“気”?, Fīrudo no "ki") - Road 130: La forza del figlio di dio (神の子の力?, Kami no ko no chikara) - Road 131: Non mollare!! (あきらめない!!?, Akirame nai!!) - Road 132: Sfida 1 contro 1 (勝負の１on１?, Shōbu no 1 on 1) - Road 133: Supera Natureza!! (ナトゥレーザを突破せよ!!?, Natōrēza o toppa seyo!!) - Road 134: Colpo dell'anima (魂の一撃?, Damashī no ichigeki) - Road 135: Nei minuti di recupero!! (ロスタイム突入!!?, Rosu taimu totsunyū!!) - Road 136: Desiderio di vincere (勝利への欲求?, Shōri he no yokkyū) - Road 137: Due falchi (二匹の鷹?, Ni hiki no taka) - Road 138: Fino a quando l'anima è esausta!! (魂 尽きるまで!!?, Damashī tsukiru made!!) |                                   |                             |
| 14 | Trama Approfittando di una disattenzione difensiva, Natureza riporta in vantaggio i suoi. Per portare a casa la vittoria, a pochi minuti dallo scadere, il Real si chiude in difesa marcando strettamente i giocatori blaugrana, che non trovano quindi soluzioni offensive. Braccato stretto da Natureza, Tsubasa effettua un retropassaggio per Gonzales, che, accorso dalla difesa, segna il gol del 5-5 dalla lunga distanza. Nei minuti di recupero il Barcellona si lancia in attacco in cerca del gol vittoria. |                                   |                             |
| 15 | Capitan Tsubasa Road to 2002 15 「キャプテン翼 ROAD TO 2002 15」 | agosto 2004 ISBN 4-08-876656-3    |                             |
| 15 | Capitoli - Road 139: Sensazioni forti (強い気持ち?, Tsuyoi kimochi) - Road 140: Ultimo gol...!? (決勝ゴール…!??, Kesshō gōru...!?) - Road 141: Conclusione (決着の瞬間?, Ketchaku no toki) - Road 142: Time Up (タイムアップ?, Taimu Appu) - Road 143: Lacrime e sorrisi (涙と笑顔?, Namida to egao) - Road 144: Football Is... - Go for 2006: Uno… In un angolo d'Italia (イタリアの片隅で?, Itaria no katasumi de) - Go for 2006: Due… Passo dopo passo...!! (一歩ずつ前へ…!!?, Ichi ho zutsu mae he...!!) - Go for 2006: Tre… Calcio d'inizio del match di debutto!! (デビュー戦キックオフ!!?, Debyū sen kikkuofu!!) - Go for 2006: Quattro… Mettici la passione!! (思いを乗せて!!?, Omoi o nose te!!) - Go for 2006: Cinque… Legami del cuore (心の絆?, Shin no kizuna) |                                   |                             |
| 15 | Trama Tsubasa riesce a segnare il gol vittoria a pochi secondi dalla fine, superando anche la coriacea difesa di Natureza. Il Barcellona vince quindi per 6-5, festeggiando la sua prima vittoria stagionale e l'inizio della rincorsa alla vetta della classifica. Intanto in Giappone la federazione si prepara a selezionare i partecipanti della rappresentativa nipponica Under 23 alle qualificazioni asiatiche per le Olimpiadi di Madrid. Nell'appendice Go for 2006, Hyuga si sottopone a pesanti allenamenti per migliorare il suo bilanciamento, e conquista infine la maglia da titolare nella Reggiana guidata dal tecnico di origini giapponesi Matilda, ex mister dell'Uruguay Youth. All'esordio contro il Cesena la punta giapponese sigla una tripletta. Intanto anche Aoi fa il suo esordio con l'Albese e segna al debutto, guidando la sua squadra alla vittoria. |                                   |                             |